# 细裂亚菊
细裂亚菊（学名：Ajania przewalskii）为菊科亚菊属的植物，为中国的特有植物。分布于中国大陆的甘肃、四川、青海、宁夏等地，生长于海拔2,804米至4,500米的地区，一般生于草原、山坡林缘和岩石上，目前尚未由人工引种栽培。